# Municipio de Loup (condado de Custer)
El municipio de Loup (en inglés: Loup Township) es un municipio ubicado en el condado de Custer en el estado estadounidense de Nebraska. En el año 2010 tenía una población de 129 habitantes y una densidad poblacional de 0,35 personas por km².

## Geografía
El municipio de Loup se encuentra ubicado en las coordenadas 41°8′28″N 99°32′0″O / 41.14111, -99.53333. Según la Oficina del Censo de los Estados Unidos, el municipio tiene una superficie total de 370.55 km², de la cual 370,45 km² corresponden a tierra firme y (0,03 %) 0,09 km² es agua.

## Demografía
Según el censo de 2010, había 129 personas residiendo en el municipio de Loup. La densidad de población era de 0,35 hab./km². De los 129 habitantes, el municipio de Loup estaba compuesto por el 97,67 % blancos, el 0,78 % eran asiáticos y el 1,55 % eran de una mezcla de razas. Del total de la población el 1,55 % eran hispanos o latinos de cualquier raza.